# La Cité perdue
La cité perdue (1/2) et La cité perdue (2/2) sont des épisodes de la série télévisée Stargate SG-1. Ce sont les épisodes 21 et 22 de la saison 7 et les 153e et 154e épisodes de la série.

## Distribution
- Richard Dean Anderson : Jack O'Neill
- Amanda Tapping : Samantha Carter
- Christopher Judge : Teal'c
- Michael Shanks : Daniel Jackson
- Don S. Davis : George Hammond
- Jessica Steen : Elizabeth Weir
- Tony Amendola : Bra'tac
- Ronny Cox : Robert Kinsey

## Scénario
Le docteur Daniel Jackson découvre qu'il existe une seconde banque de données semblable à celle qui avait contaminé Jack O'Neill, lui donnant des connaissances, lui faisant parler ancien et qui avait failli finalement le tuer. SG-1 s'y rend, mais sont attaqués par les soldats d'Anubis. O'Neill préfère alors se refaire contaminer plutôt que de laisser la banque de données des Anciens.

### Épisode 1
Elizabeth Weir se voit informée du Projet Stargate et est informée par Robert Kinsey et le président qu'elle va devenir la nouvelle dirigeante du SGC. Pendant ce temps O'Neill prend un congé, sachant qu'il ne lui reste que quelques jours à vivre. Carter lui rend visite chez lui, et s'apprête à lui annoncer quelque chose quand Daniel et Teal'c arrivent eux aussi. Alors qu'ils regardent un épisode de la série Les Simpson (et qu'O'Neill prétend que Burns est un Goa'uld) George Hammond arrive lui aussi et leur annonce qu'il a été démis de ces fonctions.
Soudain Bra'tac arrive par la porte des étoiles pour annoncer qu'Anubis va arriver sur Terre dans trois jours avec une flotte entière. Weir tente de réfléchir à une solution pacifique avec le Goa'uld tandis que SG-1 tente de la convaincre que le seul moyen de ne pas être réduit en esclavage est de les tuer.
O'Neill propose de tenter de découvrir dans sa tête où se trouve la planète des Anciens afin de contrer la menace puis de partir par la porte des étoiles mais Kinsey refuse, prétendant que cette attaque est un mensonge afin de réutiliser la porte des étoiles. Cependant Weir comprend que Kinsey prend de mauvaises décisions et décide d'accepter. Teal'c et Bra'tac s'en vont par la porte des étoiles afin de trouver des vaisseaux pour les soutenir.

### Épisode 2
O'Neill se souvient enfin de l'endroit où se trouve la planète des Anciens (qui possède une porte des étoiles ensevelie) : une planète nommée Praclarush Taonas. Daniel découvre finalement que le nom de la planète indique en fait également ses coordonnées.
SG-1, Bra'tac et Ronan (un ancien serviteur d'Anubis qui leur a amené un vaisseau) s'en vont vers la planète des anciens. Alors qu'Anubis envoie des éclaireurs vers la terre, ils finissent par y arriver (O'Neill ayant amélioré l'hyperpropulsion). Ils y entrent (la planète étant recouverte d'une plaque de lave solidifiée). O'Neill active un fauteuil et leur indique la position de la cité d'Atlantis : le pôle sud, sur terre. L'arme était donc juste à côté d'eux. Mais Jack est venu pour récupérer un générateur.
Alors que Bra'tac s'apprête à les re-téléporter, la planète s'effondrant, Ronan le blesse et révèle qu'il sert toujours Anubis et les avait accompagné pour les piéger. Bra'tac parvient à le tuer et à téléporter SG-1 dans le vaisseau. Il est mortellement blessé, mais O'Neill, qui visiblement contrôle de moins en moins ce qu'il fait, parvient à le soigner, prouvant qu'il possède aussi les pouvoirs des Anciens. SG-1 entame le voyage pour revenir sur terre.
Sur Terre, Anubis fait apparaître un hologramme dans la salle présidentielle, annonçant qu'il va tous les tuer jusqu'au dernier et leur ordonnant de se rendre. Le président refuse et une trentaine de vaisseaux d'Anubis font leur apparition. Kinsey propose d'aller se mettre à l'abri mais tous refusent y compris le président, et Kinsey s'en va seul pour s'abriter. O'Neill, dans le vaisseau, continue à fabriquer un objet qu'il avait commencé au SGC. Teal'c lui annonce que lui aussi était prêt à se voir administrer la banque de donnée, mais O'Neill (incapable de parler) lui pose une main sur l'épaule, lui montrant sa sympathie.
Kinsey tente de fuir par la porte des étoiles. Soudain la porte s'active. SG-1 communique avec Weir pour lui dire qu'ils arrivent. Kinsey insiste pour partir, et le président le démet de ses fonctions en acceptant que SG-1 intervienne.
SG-1 arrive au pôle sud, O'Neill prend les commandes du vaisseau, Daniel propose d'aller voir près de l'endroit où ils ont trouvé la seconde porte. Pendant ce temps le vaisseau d'Anubis détecte qu'un vaisseau est sorti d'hyperespace et qu'il se dirige vers le pôle sud. Les planeurs de la mort se dirigent vers eux, mais le Prométhée, avec à ses commandes Hammond, et un escadron de F-302 nouvellement constitué interviennent et combattent les forces Goa'uld dans une lutte acharnée.
SG-1 parvient à se téléporter à l'endroit qu'O'Neill leur a indiqué. Le Prométhée commence à perdre ses boucliers face au tir nourri du vaisseau mère d'Anubis et Hammond décide de changer de position et de se diriger vers Anubis. O'Neill, arrivant devant un appareil dit "Le sommeil" en Ancien. Anubis apparait alors en hologramme, mais O'Neill le fait disparaitre. Alors qu'O'Neill tente de faire fonctionner une machine, des Guerriers Kulls se téléportent et une fusillade a lieu entre SG-1 et eux tandis qu'O'Neill travaille toujours sur son appareil.
De son côté le Prométhée est sur le point d'être détruit, et Hammond à son bord décide de lancer une attaque suicide en éperonnant le vaisseau mère d'Anubis. O'Neill parvient à activer la machine, ce qui a pour effet de faire décoller vers le ciel de nombreuses sphères lumineuses qui détruisent les vaisseaux ennemis au pôle sud ainsi que les vaisseaux dans l'espace sans être affectés par les boucliers. Hammond décide donc de faire marche arrière, annulant l'attaque suicide. Anubis ne peut que voir les tirs arriver droit sur lui avant que son vaisseau n'explose.
O'Neill quant à lui est sans connaissance à la suite de l'utilisation de la machine. Daniel, Teal'c et Samantha sont à côté de lui, et le placent dans l'objet qu'il avait défini par « le sommeil ». Il leur dit alors « Au revoir » en Ancien et soudain son corps est recouvert de glace. Daniel comprend alors que cet endroit ne peut être Atlantis mais doit être un avant-poste. Tous trois regardent ensuite O'Neill, piégé dans la glace.

## Production
Jessica Steen qui joue le rôle du Dr Elizabeth Weir, nouveau personnage introduit dans la série, ne sera pas présente dans les épisodes suivants de Stargate SG-1 et Stargate Atlantis. Son personnage sera ensuite interprété par Torri Higginson.
Le 25 août 2003, dans les studios de Vancouver, le chef d'état Major de l'Air Force, John P. Jumper participe au tournage de la 2e partie de l'épisode pour une scène se situant dans le bureau ovale. D'après l'armée de l'air américaine, il a fourni des conseils techniques basés sur sa propre expérience à la Maison-Blanche.

## Réception
L'épisode a été nommé pour un Emmy Award dans la catégorie effets spéciaux mais également pour un Gemini Award dans la catégorie meilleurs effets visuels,.